# Kamenec u Poličky
Kamenec u Poličky é uma comuna checa localizada na região de Pardubice, distrito de Svitavy.